# 크리스토프 블룸하르트

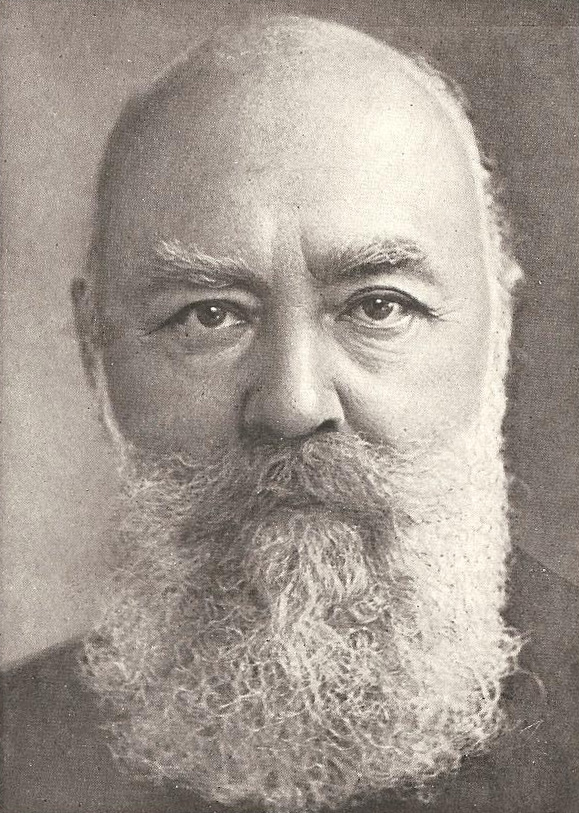
75세 정도의 크리스토프 블룸하르트

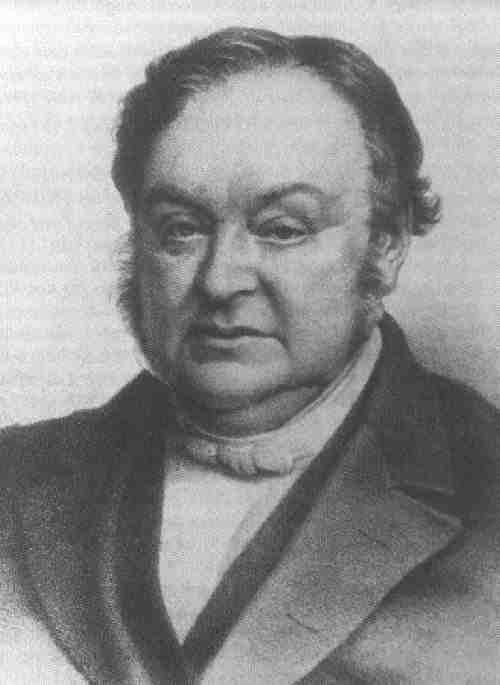
그의 아버지 요한 블룸하르트

크리스토프 프리드리히 블룸하르트(독일어: Christoph Friedrich Blumhardt, 1842년 6월 1일~1919년 8월 2일)는 독일의 루터교 신학자이자, 종교 사회주의자이다.

## 생애
독일 뫼트링겐(Möttlingen)에서 루터교회 목사이자 기독교 영성가인 요한 크리스토프 불룸하르트 목사의 아들로 태어났으며, 1859년부터 7년동안 우르아흐의 신학교와 튀빙겐 대학교에서 신학수업을 받았다. 아버지가 세상을 떠난후 그 뒤를 이어 고향인 뫼트링겐 교회에서 목회하였는데, 이때 교제한 신학자중에는 자유주의 신학을 극복하기 위한 대안신학으로 신정통주의를 주장한 카를 바르트가 있다. 블룸하르트는 자본가들의 억압과 착취가 원인인 극심한 빈부의 격차로 고통받는 괴핑엔(Göppingen)의 노동자들과의 사귐을 통해, 민중들에게 도래할 하느님의 나라 즉, 하느님의 다스림을 실천해야 한다는 것을 확신하게 된다. 이러한 확신은 노동자들의 단결권을 제한하는 노동악법인 노동자 탄압법에 반대한 독일 사회민주당집회에 참여하게 한다. 당시 불름하르트가 독일 사회민주당 집회에서 한 연설중 일부내용은 다음과 같다.
“기독교인으로 자처하는 사람이 노동자편에 선 것에 대해 놀랄 필요는 없습니다.그리스도는 가장 비천한 자에 속했습니다. 사람들은 그를 세리와 죄인의 친구라 불렀습니다. 예수께서 그렇게 한 것은 그가 사회주의자였기 때문입니다. 그는 12명의 프롤레타리아들을 그의 제자로 삼았습니다.“누군가 내가 프롤레타리아가 되기 위해 프롤레타리아 편에 서는 것을 비난한다면 나의 신앙을 거부하는 것과 같습니다. 나는 그리스도께서 행하신 것과 똑같은 일을 하는 것입니다. 하느님 앞에 모든 인간은 평등합니다. 인간은 모두 한 형제와 자매입니다"

사회참여로 인해 주교회의에서 목사직에서 면직당한 불름하르트는 지방의회 의원으로 활발하게 활동하면서 민중들의 복지문제에 관심을 가졌다. 그러나 사회 민주당 내부적 갈등과 1차 세계대전이 가져온 어두운 현실에 회의를 느끼고 재선에 출마할 것을 완강히 거부했다. 1919년 신약성서 요한묵시록의 마지막 문장인“오시옵소서, 주 예수여.아멘”을 유언으로 남기고 별세하였다.